# Gil M. Teixeira & Irmão Lda

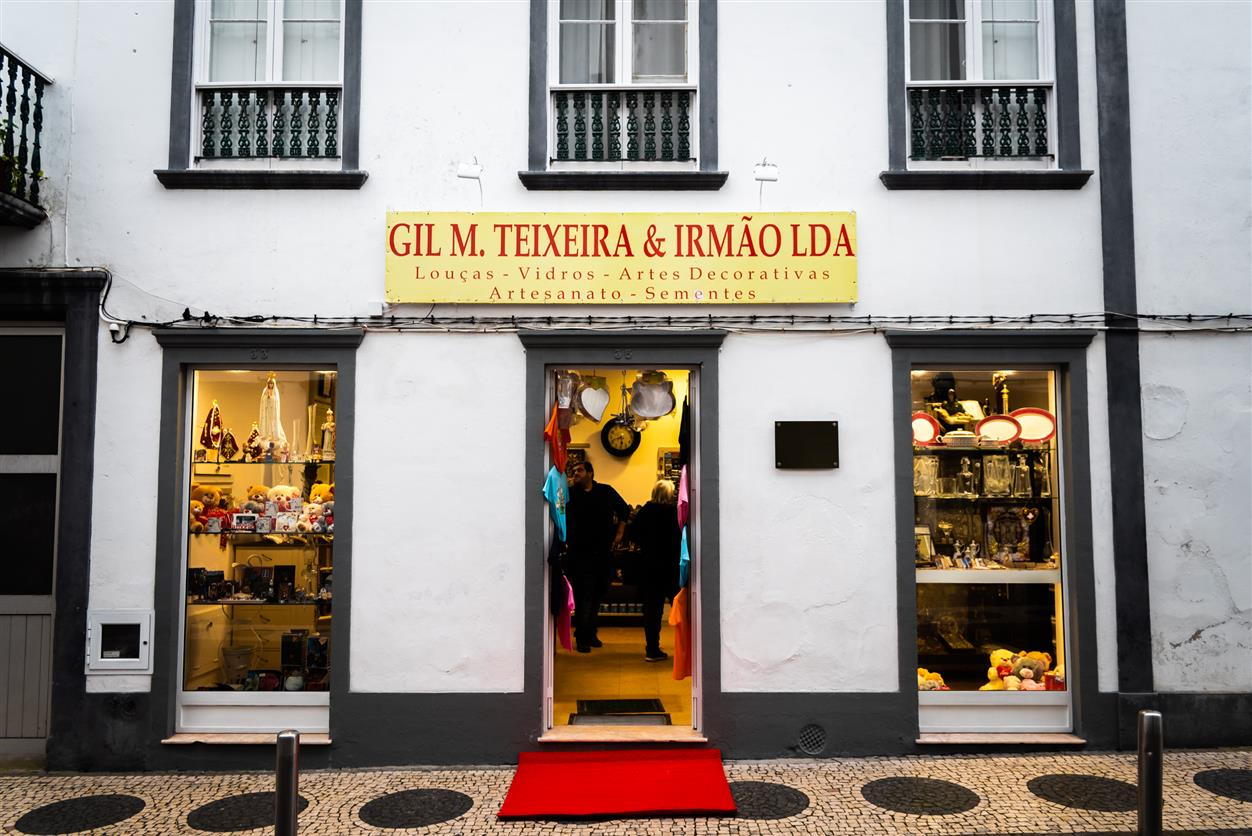
Gil M. Teixeira & Irmão Lda está aberta desde 1888 em Ponta Delgada

A Gil M. Teixeira & Irmão Lda. é uma loja histórica localizada em Ponta Delgada na Rua Açoreano Oriental. Abriu em 1888 e atualmente é loja mais antiga de Ponta Delgada e uma das mais antigas de Portugal.  
Entre os seus produtos, encontram-se artigos religiosos, artesanato, souvenirs, sementes, artigos decorativos e de cozinha.